# Awangardnoje
Awangardnoje (russisch Авангардное, deutsch Bulitten) ist ein Ort in der russischen Oblast Kaliningrad. Er gehört zur kommunalen Selbstverwaltungseinheit Stadtkreis Gurjewsk im Rajon Gurjewsk.

## Geographische Lage
Awandgardnoje liegt fünf Kilometer südöstlich des Rajonsitzes Gurjewsk (Neuhausen) und ist von dort über die Kommunalstraßen 27K-052 oder 27K-194 zu erreichen. Vor 1945 war Bulitten Bahnstation an der Strecke von Königsberg (Preußen) über Lawten (russisch: Lomonossowo) und Possindern (Roschtschino) nach Tapiau (Gwardeisk) der Königsberger Kleinbahn.

## Geschichte

Bulitten, nordöstlich von Königsberg, auf einer Landkarte von 1910.

Das bis 1946 Bulitten genannte Dorf wurde im Jahre 1346 gegründet. Am 30. April 1874 wurde der Ort namensgebend für den neu errichteten Amtsbezirk Bulitten, der bis 1945 bestand und zum Landkreis Königsberg (Preußen) (1939 bis 1945 Landkreis Samland) im Regierungsbezirk Königsberg der preußischen Provinz Ostpreußen gehörte. Im Jahre 1892 wurde der Gutsbezirk Bladau (russisch: Wladimirowka) nach Bulitten eingegliedert. 1910 zählte das Dorf 166 Einwohner.
Am 30. September 1928 vergrößerte sich Bulitten um den Gutsbezirk Rodmannshöfen (Kalinowka), der nach Bulitten eingemeindet wurde. Die Einwohnerzahl stieg bis 1933 auf 484 und betrug 1939 noch 460.
Infolge des Zweiten Weltkrieges kam Bulitten im nördlichen Ostpreußen zur Sowjetunion. Im Jahr 1947 erhielt der Ort die russische Bezeichnung Awangardnoje und wurde gleichzeitig dem Dorfsowjet Saosjorski selski Sowet im Rajon Gurjewsk zugeordnet. Später gelangte der Ort in den Kutusowski selski Sowet. Von 2008 bis 2013 gehörte Awangardnoje zur Landgemeinde Kutusowskoje selskoje posselenije und seither zum Stadtkreis Gurjewsk.

### Amtsbezirk Bulitten (1874 bis 1945)
Von 1874 bis 1945 war Bulitten ein Amtsdorf. In den Amtsbezirk waren anfangs sieben Landgemeinden und sechs Gutsbezirke eingegliedert:
| Deutscher Name                   | Russischer Name                  | Bemerkungen                                                                          |
| -------------------------------- | -------------------------------- | ------------------------------------------------------------------------------------ |
| Landgemeinden:                   |                                  |                                                                                      |
| Bulitten                         | Awangardnoje                     |                                                                                      |
| Dossitten                        | Tscheremchowo                    |                                                                                      |
| Mandeln                          |                                  |                                                                                      |
| Neidtkeim                        |                                  | 1928 in die Landgemeinde Dossitten eingegliedert                                     |
| Rachsitten                       |                                  |                                                                                      |
| Tropitten                        | Kumatschowo                      | 1928 in die Landgemeinde Mandeln eingegliedert                                       |
| Wangnicken                       | Saosjorje                        | 1914 teilweise nach Preußisch Arnau, 1928 in die Landgemeinde Palmburg eingegliedert |
| Gutsbezirke:                     |                                  |                                                                                      |
| Bladau                           | Wladimirowka                     | 1892 in die Landgemeinde Bulitten eingegliedert                                      |
| Fürstenwalde                     | Poddubnoje                       | 1928 in die Landgemeinde Dossitten eingegliedert                                     |
| Neudamm (Dorf) und Neudamm (Gut) | Wassilkowo und Maloje Wassilkowo | 1928 in die Landgemeinde Mandeln eingegliedert                                       |
| Rodmannshöfen                    | Kalinowka                        | 1928 in die Landgemeinde Bulitten eingegliedert                                      |
| Sonnigkeim                       | Sasanowka                        | 1928 in die Landgemeinde Dossitten eingegliedert                                     |
| Tharaunenkrug                    | Saosjorje                        | 1886 in den Gutsbezirk Rodmannshöfen eingegliedert                                   |

Aufgrund der strukturellen Veränderungen bildeten am 1. Januar 1945 lediglich noch die Gemeinden Bulitten, Dossitten, Mandeln und Rachsitten den Amtsbezirk Bulitten.

## Kirche
Die fast ausnahmslos evangelische Bevölkerung Bulittens gehörte vor 1945 zum Kirchspiel Neuhausen (russisch: Gurjewsk) im Kirchenkreis Königsberg-Land II innerhalb der Kirchenprovinz Ostpreußen der Kirche der Altpreußischen Union. Letzter deutscher Geistlicher war Pfarrer Herbert Schott.
Heute liegt Awandgardnoje im Einzugsbereich der evangelisch-lutherischen Auferstehungskirche in Kaliningrad (Königsberg). Sie ist die Hauptkirche der in den 1990er Jahren neu errichteten Propstei Kaliningrad der Evangelisch-lutherischen Kirche Europäisches Russland (ELKER).